# Schlachthof Baden

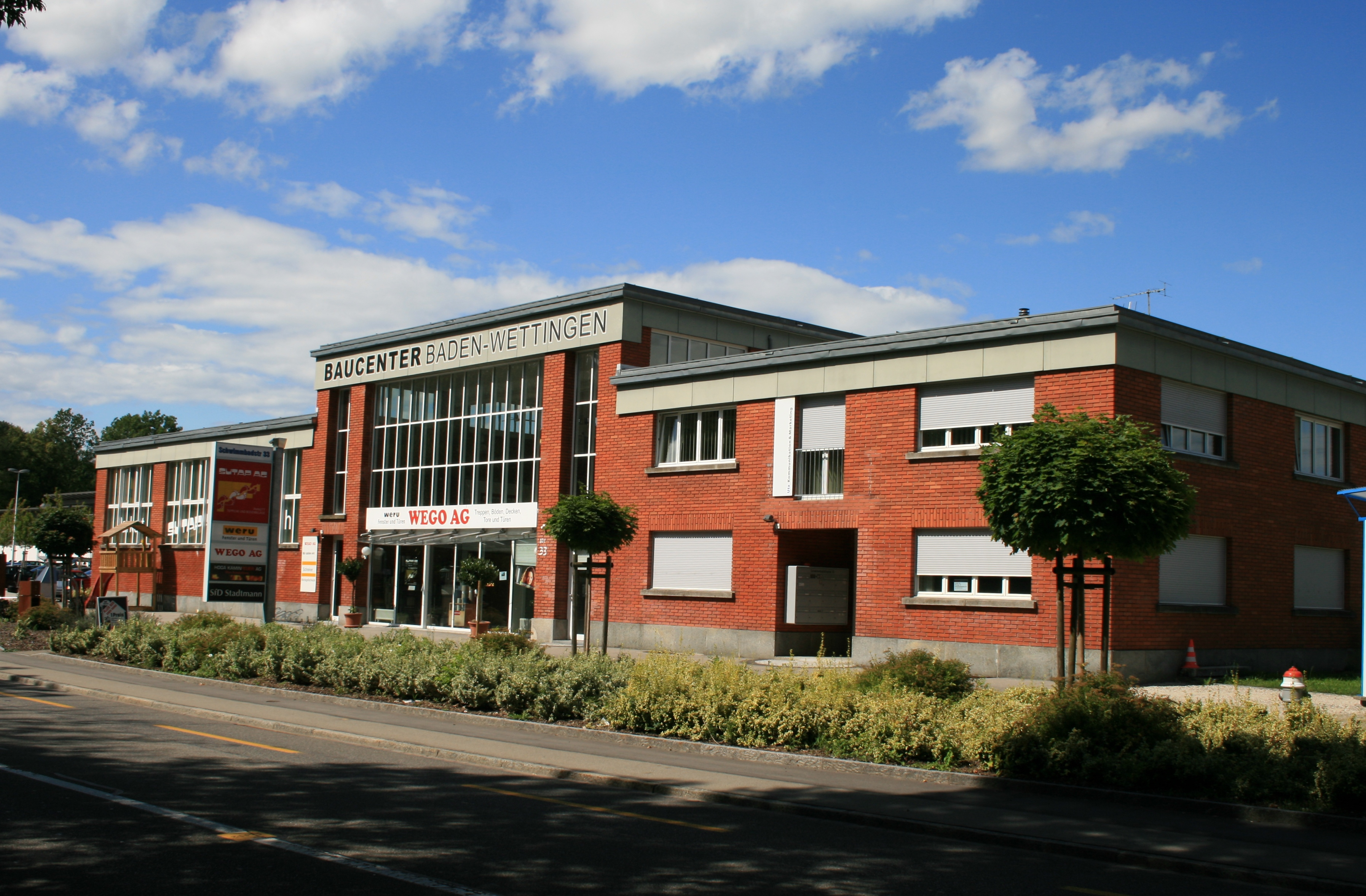
Der ehemalige Schlachthof

Der Schlachthof Baden war ein im Jahre 1933 gegründeter Schlachthof der Stadt Baden im Schweizer Kanton Aargau. Er befand sich an der Schwimmbadstrasse in Wettingen und stellte seinen Betrieb 1988 ein. Das Gebäude des ehemaligen Schlachthofs steht unter kantonalem Schutz.

## Geschichte
Im Jahr 1930 wurde ein Architekturwettbewerb ausgeschrieben, zu dem sieben Badener Architekten eingeladen wurden. Den 1. Preis gewann Hans Loepfe, der daraufhin mit dem Bau des Schlachthofs beauftragt wurde. Im Jahre 1933 konnte der Schlachthof seinen Betrieb aufnehmen. Zwischen 1957 und 1972 wurden verschiedene Erweiterungen realisiert, so die der Buchten im Nordosten (1957), von Notschlacht- und Kühlräumen (1969) und der Grossviehschlachthalle im Nordwesten. Die gesprossten Fenster wurden 1972 entfernt. Aus wirtschaftlichen Gründen wurde der Schlachthof 1988 geschlossen. Heute wird das Gebäude von Gewerbebetrieben genutzt.

## Gebäude
Der ehemalige Schlachthof besteht aus einem dreiteiligen Hauptgebäude, dessen mittlere Halle erhöht ist. Dort fand sich die Verkehrshalle, während die beiden Seitenhallen für die Schlachtungen genutzt wurden und auch die Kühl-, Maschinen und Verwaltungsräume dort untergebracht waren. Dieses Hauptgebäude wurde mit Sichtbacksteinen gemauert und mit grossen Fensterflächen und Glasbausteinen versehen. Parallel zum Hauptgebäude fand sich ein Nebengebäude, ebenfalls in Sichtbackstein gemauerten, in dem die Stallungen untergebracht waren. Über Rampen verfügte der Schlachthof einen direkten Zugang zu den Gleisen, die beim Bahnhof Wettingen der Anlieferung des Schlachtviehs dienten.